# Nhandevas
Nhandevas são um dos povos guaranis contemporâneos, que se autorreconhece como Avá Katú Eté. São conhecidos também pelas expressões Chiripá, Ava-Chiripá, Tsiripá e Apytare nos territórios em que habitam.
Outros povos guaranis são os embiás, os caiouás, os avá-chiriguanos, os guaraios, os izozeños e os tapietés. Devido a proximidade de seus dialeto, nas classificações linguísticas tais povos são considerados subgrupos dentro de uma mesma grande etnia, os guaranis.

## História
Muito tem se especulado sobre a trajetória dos nhandevas enquanto grupo étnico, antes e depois do estabelecimento das frentes coloniais. Algumas teorias apontam para a possibilidade deste grupo ser descendente dos carimas do século XVIII que por sua vez seriam descendentes de grupos dispersos de mbarakajus que no século XVI e início do XVII teriam se estabelecido junto a povoamentos coloniais e nas missões jesuíticas.
Outra teoria estabelece como marco fundacional histórico desta etnia a constituição das missões jesuíticas. Lá, a identidade nhandeva teria se estabelecido a partir da conjunção de diversas etnias diferentes que, uma vez reduzidas, teriam estabelecido contrastes identitários e relações de alteridade com os chamados "povos das florestas" (em castelhano: monteses) que, por sua vez, seriam os ancestrais dos grupos caiouás ao norte e embiás ao sul. Este período nas reduções explicaria uma série de características singulares dos nhandevas em comparação com os outros grupos que lhes lhes teria rendido a reputação de serem índios aculturados.
Outra hipótese ainda afirma que todos os grupos guaranis atuais são consequência da reconfigurações identitárias ocasionadas pelo período colonial. Grupos distintos que, assumindo diferentes posturas - distanciamento, proximidade, predação etc. - ante os colonizadores, teriam enfatizado diferentes elementos de sua sociocosmologia, suprimindo outros.

### Osapapokuva
Contatados em 1906 pelo antropólogo alemão Kurt Unkel na região do Araribá em meio a sua jornada em busca da terra sem males, o grupo Nhandeva, cuja autodenominação tribal era apapokuva (em Nhadeva-Guarani, "Arcos Longos") se tornaria um marco na história da etnologia guarani. Kurt foi aceito no grupo - e até mesmo rebatizado de Kurt Unkel Nimuendaju. Em As lendas da criação e destruição do mundo como fundamentos da religião dos Apapocuva-guarani, Kurt Nimuendaju foi o primeiro ocidental a registrar de forma aprofundada elementos importantes da cosmologia guarani, de suas narrativas lendárias da cosmogênese às profecias sobre cataclismo, assim como os relatos sobre a longa jornada empreendida por esse grupo, das selvas do Paraguai ao litoral do oceano Atlântico.
Os primeiros que abandonaram a sua pátria, migrando para o leste foram os vizinhos meridionais dos Apapocúva: a horda dos Tañyguá, sob a liderança do pajé chefe Ñanderyquyní, que era temido feiticeiro. Subiram lentamente pela margem direita do Paraná, atravessando a região dos Apapocúva, até chegar à dos Oguauíva, onde seu guia morreu. Seu sucessor, Ñanderuí, atravessou com a horda do Paraná - sem canoas, como conta a lenda - , pouco abaixo da foz do Ivahy, subindo então pela margem esquerda deste rio até a região de Villa Rica, onde cruzando o Ivahy, passou-se para o Tibagy, que atravessou na região de Morro Agudos. Rumando sempre em direção ao leste, atravessou com seu grupo o rio das Cinzas e o Itararé até se deparar, finalmente com os povoados de Paranapitinga e Pescaria na cidade de Itapetinga, cujos primeiros colonos nada melhor souberam fazer que arrastar os recém-chegados a escravidão. Eles porém, conseguiram fugir, perseverando tenazmente em seu projeto original, não de volta para o oeste, mas para o sul, em direção ao mar. Escondidos nos ermos das montanhas da Serra dos Itatins fixaram-se então, a fim de se prepararem para a viagem milagrosa através do mar à terra onde não mais se morre.— Kurt Nimuendaju

### Tekoá Ocoí e a Represa de Itaipu
Uma das comunidades nhandevas que se tornou mais conhecida no Brasil é a do Ocoí, cujas terras foram inundadas em 1982 pela Hidrelétrica de Itaipu, sem a adequada compensação aos índios.[carece de fontes?] Outro conjunto de seis aldeias, duas do norte do Paraná e quatro no estado de São Paulo, tem sido identificados, por suas peculiaridades, como Nhandeva-Guarani

## Nominações
Existe uma série de mal-entendidos que decorrem dos diversos sentidos em que a expressão nhandeva é empregada em diferentes regiões. Na região do Chaco, no Paraguai, a expressão está vinculada à língua tapiete, um dialeto específico relacionado à língua nhandeva, sendo utilizada também nesta região como uma denominação geral que abarca todos os grupos guaranis. Nhandeva é também uma expressão existente nos outros dialetos guaranis como o embiá e significa "nossa gente" ou "gente como a gente", dando conta de relações de parentesco e pertença étnica. No Mato Grosso do Sul, por oposição aos caiouás, os nhandevas são designados simplesmente como "guaranis".

## Localização contemporânea
Existem comunidades nhandevas por todo o leste do Paraguai na área delimitada pelo rio Paraná e os rios Acaray e Jejuí, e nos estados brasileiros do Mato Grosso do Sul, do Paraná, de Santa Catarina, Rio Grande do Sul e São Paulo. Tem como vizinhos os territórios embiás ao sul e caiouás ao norte. Na Argentina, é possível encontrá-los em pequenos grupos vivendo entre os embiás na província de Misiones.